# Tony Sly
Anthony James Sly (4 de noviembre de 1970 – 31 de julio de 2012) fue un cantante, compositor y guitarrista estadounidense, conocido como el líder del grupo de punk rock No Use for a Name.
También fue conocido por su carrera acústica (solista), con dos álbum split acústico que realizó con Joey Cape, vocalista de Lagwagon y Bad Astronaut (grupo separado).

## Carrera profesional
Tony Sly se unió a No Use for a Name en 1989 sustituyendo al cantante y uno de los fundadores de la banda, John Meyer. Actuó como vocalista y guitarrista principal. Su primer álbum Incognito fue lanzado en 1990 por medio de sello discográfico independiente New Red Archives, con un sonido próximo al hardcore punk aunque con toques de un sonido también melódico. El segundo álbum de la banda fue Don't Miss the Train lanzado en 1992 y se presentó con canciones más melódicas. El tercer larga duración de la banda Leche Con Carne, que fue lanzado en 1995 en la discográfica Fat Wreck Chords, donde ya habían publicado anteriormente el EP The Daily Grind. El álbum marcó un cambio de estilo musical que va del hardcore punk al punk rock y el skate punk. En 1993 el guitarrista Robin Pfefer sustituye a Chris Dodge y tomó la posición de guitarra solista, lo que permitió a Tony Sly centrarse en cantar y tocar la guitarra rítmica.
En 2004, Tony Sly, junto con Joey Cape lanzan a la venta un split acústico que contiene canciones de las bandas de ambos. Fue lanzado a la venta el 18 de mayo de 2004 a través del sello discográfico Fat Wreck Chords. El 10 de julio de 2007 No Use for a Name lanzó a la venta un disco que reunía los mejores temas de la banda, llamado All the Best Songs.
En 2008 Tony Sly empezó a grabar demos por lo que ha anunciado que será un solista acústico de Folk punk. Sly hizo su gira acústica por primera vez en marzo de 2009. 
El 16 de febrero de 2010, 12 Song Program fue lanzado a través de Fat Wreck Chords siendo el primer álbum del solista. Fue acompañado en algunas de sus giras en Estados Unidos por Chris Shiflett ex - No Use for a Name. El 17 de febrero de 2010 realizó una gira solista por Europa junto con Joey Cape y Jon Snodgrass hasta el 10 de marzo de 2010. 
Se confirmó que grabaría un nuevo disco con No Use for a Name a finales de 2010 para 2011. Sería el siguiente álbum desde The Feel Good Record of the Year. 
El 31 de julio de 2012 fallece a la edad de 41 años, sin aun establecerse la causa de su muerte, aunque parece claro que una combinación de barbitúricos y alcohol le provocó la muerte en la habitación de hotel en la que se encontraba. Tras el fallecimiento de Tony, su banda No Use for a Name anunció su separación en septiembre del mismo año.

## Discografía

### Discografía como solista
- 2004 - Acoustic (con Joey Cape)
- 2010 - Tony Sly / Joey Cape Split 7" (con Joey Cape)
- 2010 - 12 Song Program
- 2011 - Sad Bear
- 2012 - Acoustic 2 (con Joey Cape)

### Álbumes de estudio conNo Use for a Name
- 1990: Incognito
- 1992: Don't Miss the Train
- 1993: The Daily Grind (EP)
- 1995: Leche Con Carne
- 1997: Making Friends
- 1999: More Betterness!
- 2002: Hard Rock Bottom
- 2005: Keep Them Confused
- 2008: The Feel Good Record of the Year